# Центр экономических исследований
Центр экономических исследований (англ. Center for Economic Studies, CES) – научно-исследовательское учреждение (Германия). Центр основан в 1991 г. в качестве подразделения Мюнхенского университета. В 1997 г. Центр и Институт экономических исследований (Ifo) основали исследовательскую группу CESifo. Директором центра является Х.-В. Зинн.
Основное направление исследовательской деятельности центра – государственные финансы. В рамках центра организуются циклы лекций для докторантов. 
С 1994 г. центр избирает почётных членов, которые затем читают т.н. «Мюнхенские лекции по экономической теории» (Munich Lectures in Economics). Среди почётных членов CES (и, соответственно, лекторов), выделяются: Э. Аткинсон (1995), Ж. Тироль (1996), П. Кругман (1997), Р. Дорнбуш (1998), П. Даймонд (2000), А. Шлейфер (2004), Б. Фрай (2005).